# Sebastian Lletget
Sebastian Lletget (San Francisco, 3 september 1992) is een Amerikaans voetballer die bij voorkeur als middenvelder uitkomt. In 2015 verruilde hij West Ham United voor Los Angeles Galaxy.

## Clubcarrière
Lletget trok in 2009 naar Engeland om in de jeugd van West Ham United te spelen. In september van 2010 tekende hij een contract bij het eerste team. Hij speelde in enkele vriendschappelijke wedstrijden en zat vier keer op de bank tijdens Premier League wedstrijden. Zijn officiële debuut maakte hij uiteindelijk op 5 januari 2014 tegen Nottingham Forest, een wedstrijd in de FA Cup. Op 8 mei 2015 tekende Lletget een contract bij Los Angeles Galaxy. Zijn debuut maakte hij op 17 mei 2015 in een met 4–0 verloren wedstrijd tegen Orlando City. Op 13 juni kreeg hij tegen Columbus Crew zijn eerste basisplaats. In die wedstrijd maakte hij zijn eerste doelpunt voor LA Galaxy. Vier dagen later, in de U.S. Open Cup, maakte hij tegen PSA Elite opnieuw een doelpunt. De wedstrijd werd uiteindelijk met 6–1 gewonnen door LA Galaxy. Op 20 juni scoorde Lletget tegen Philadelphia Union voor de derde wedstrijd op rij. Lletget kende een uitstekend begin van zijn tijd bij Los Angeles en maakte in zijn eerste twaalf wedstrijden voor de club zes doelpunten. Daarnaast gaf hij één assist.

## Erelijst
Verenigde Staten
- CONCACAF Nations League: 2019/20
- CONCACAF Gold Cup: 2021